# 福斯Up
福斯Up（Volkswagen Up，風格化寫為 Volkswagen up！），是一款小型車，也是2011年在法蘭克福車展上亮相的福斯汽車集團新小型家庭（NSF）系列車型的一部分。該車系是2011年12月在斯洛伐克布拉提斯拉瓦的福斯車廠開始生產。

## 引擎
福斯Up 採用 999cc 的直列三缸自然進氣引擎，本體採用鋁合金打造，最大馬力 75hp 在 6200rpm 產生，最大扭力 9.7kgm 在 3000~4300rpm 產生，根據中華民國經濟部能源局的測試資料，市區油耗 16.7km/L 高速油耗 22.8km/L 能源效率等級為 1 級。
此具引擎課稅級距為 601~1200cc。

## 安全性
2011 年在 Euro NCAP 獲得 supermini 類型車款 5 顆星的評價。配有四顆安全氣囊，循跡防滑系統，斜坡起步輔助系統，後座 ISOFIX 兒童坐椅固定座。

## 駕駛特性
由於搭載 ASG 單離合器自動手排變速箱，使得這台車的駕駛特性有別於常見車款，這些特性會讓習慣開自排車的駕駛人不適應：
- 進 2 檔需要較長時間，引擎轉速下降明顯，會有不順暢感
- 進 R 檔有時需要較長時間
- 不會蠕行，停車需要控制油門
- 電腦換檔有時不如預期，需要駕駛人介入

不過對於手排車駕駛人來說，這款變速箱就很方便而且不失駕駛樂趣。
由於這台車扭力不高，滿載爬坡時需要適度使用低速檔，在較陡的室內停車場，使用自動模式駕駛可能會因為進 2 檔造成扭力不足而停在坡道上，這種情況下使用手動模式較安全。
前門有提供車頂架固定孔，可以加裝車頂架放置單車或露營用具，不過安裝車頂架後，車身高度會達到 160~170cm，這樣會無法進入 155cm 的機械式停車場。